# Az apostolok megemlékezései
Az apostolok megemlékezései (latinul: Memoria Apostolorum) címmel egy mára már elveszett újszövetségi apokrif iratot jelöl az irodalomtudomány.
Csak 400 körül kezdik emlegetni a művet, először Astorgiai Turribius püspök. Több esetben az András, János és Tamás apostolok cselekedeteivel, illetve egyes manicheus és priscilllianus írásokkal együtt utalnak rá.